# Maraton v Pchjongjangu

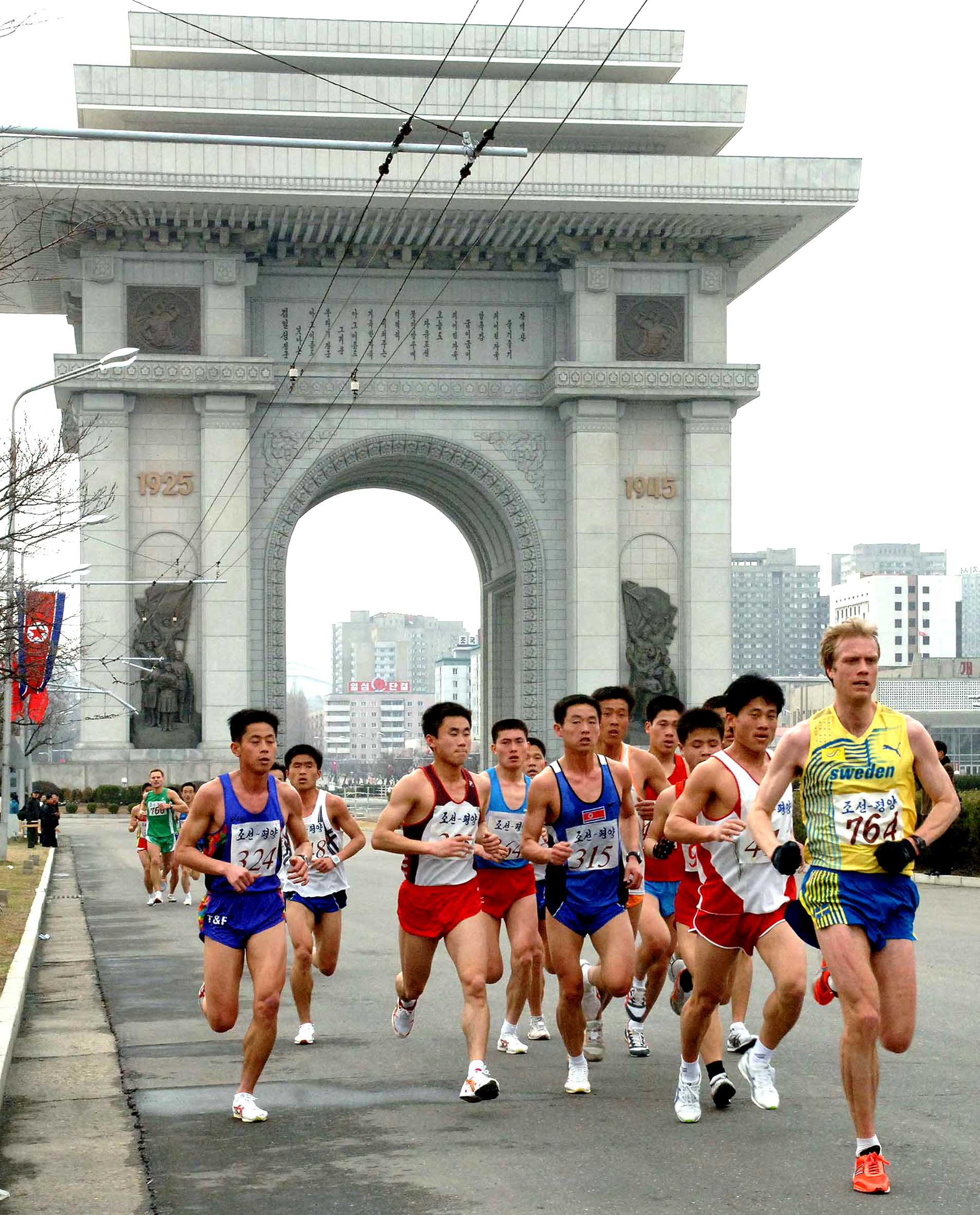
Maraton v roce 2012

Maraton v Pchjongjangu je maratonský běh pořádaný každý duben v roce v Pchjongjangu, což je hlavní město Severní Koreje.
Maraton byl poprvé pořádán v roce 1981 pro muže, a v roce 1984 pro ženy. V osmdesátých letech zde startovali kromě domácích běžců závodníci z východního bloku. Soutěže se mohli zúčastnit zahraniční běžci po pauze až v roce 2000. V roce 2015 byl maraton pro cizince zavřen kvůli obavám z nákazy ebolou, ale toto rozhodnutí bylo zrušeno po znovuotevření hranic Severní Koreje v březnu 2015. 

## Rekordy závodu
- Muži: 2:10:50, Kim Jung-won, 1996
- Ženy: 2:26:02, Jong Yong-ok, 2007

## Seznam vítězů
Zeleně vybarvené časy jsou rekordy.
| Ročník | Rok  | Mužský vítěz               | Čas                   | Ženská vítězka               | Čas                          |
| ------ | ---- | -------------------------- | --------------------- | ---------------------------- | ---------------------------- |
| 34     | 2017 | Pak Chol (PRK)             | 2:14:56               | Jo Un-ok (PRK)               | 2:29:22                      |
| 33     | 2016 | Pak Chol-gwang (PRK)       | 2:14:10               | Kim Ji-hyang (PRK)           | 2:28:06                      |
| 32     | 2015 | Lee Yong-ho (PRK)          | 2:16:04               | Kim Hye-song (PRK)           | 2:29:12                      |
| 31     | 2014 | Pak Chol (PRK)             | 2:12:26               | Kim Hye-gyong (PRK)          | 2:27:05                      |
| 30     | 2013 | Ketema Bekele (ETH)        | 2:13:04               | Kim Mi-gyong (PRK)           | 2:26:32                      |
| 29     | 2012 | Oleksandr Matviychuk (UKR) | 2:12:54               | Kim Mi-gyong (PRK)           | 2:30:41                      |
| 28     | 2011 | Oleg Marusin (RUS)         | 2:13:58               | Ro Un-ok (PRK)               | 2:32:06                      |
| 27     | 2010 | Ivan Babaryka (UKR)        | 2:13:56               | Kim Kum-ok (PRK)             | 2:27:34                      |
| 26     | 2009 | Wang Zemin (CHN)           | 2:14:21               | Phyo Un-suk (PRK)            | 2:28:34                      |
| 25     | 2008 | Pak Song-chol (PRK)        | 2:14:22               | Phyo Un-suk (PRK)            | 2:28:39                      |
| 24     | 2007 | Pak Song-chol (PRK)        | 2:12:41               | Jong Yong-ok (PRK)           | 2:26:02                      |
| 23     | 2006 | Ri Kyong-chol (PRK)        | 2:13:15               | Jo Pun-hui (PRK)             | 2:27:22                      |
| 22     | 2005 | Ri Kyong-chol (PRK)        | 2:11:36               | Ham Pong-sil (PRK)           | 2:31:46                      |
| 21     | 2004 | Morris Mwangi (KEN)        | 2:16:41               | O Song-suk (PRK)             | 2:36:10                      |
| 20     | 2003 | Jong Myong-chol (PRK)      | 2:15:05               | Ham Pong-sil (PRK)           | 2:27:48                      |
| 19     | 2002 | Zacharia Mpolokeng (RSA)   | 2:15:05               | Ham Pong-sil (PRK)           | 2:26:23                      |
| 18     | 2001 | Kim Jung-won (PRK)         | 2:11:48               | Jong Yong-ok (PRK)           | 2:28:32                      |
| 17     | 2000 | Nelson Ndereva (KEN)       | 2:11:05               | Hong Myong-hui (PRK)         | 2:31:28                      |
| 16     | 1999 | Neznámí                    | Neznámí               | Neznámí                      | Neznámí                      |
| 15     | 1998 | Neznámí                    | Neznámí               | Neznámí                      | Neznámí                      |
| 14     | 1997 | Neznámí                    | Neznámí               | Neznámí                      | Neznámí                      |
| 13     | 1996 | Kim Jung-won (PRK)         | 2:10:50               | Kim Chang-ok (PRK)           | 2:27:02                      |
| 12     | 1995 | Neznámí                    | Neznámí               | Mun Gyong-ae (PRK)           | 2:30:37                      |
| 11     | 1994 | Neznámí                    | Neznámí               | Neznámí                      | Neznámí                      |
| 10     | 1993 | Neznámí                    | Neznámí               | Neznámí                      | Neznámí                      |
| 9      | 1992 | Neznámí                    | Neznámí               | Mun Gyong-ae (PRK)           | 2:38:44                      |
| —      | 1991 | Maraton nebyl pořádán      | Maraton nebyl pořádán | Maraton nebyl pořádán        | Maraton nebyl pořádán        |
| —      | 1990 | Maraton nebyl pořádán      | Maraton nebyl pořádán | Maraton nebyl pořádán        | Maraton nebyl pořádán        |
| 8      | 1989 | Choe Chol-ho (PRK)         | 2:15:27               | Mun Gyong-ae (PRK)           | 2:33:48                      |
| 7      | 1988 | Cho Hui-bok (PRK)          | 2:14:33               | Madina Biktagirova (URS)     | 2:38:00                      |
| —      | 1987 | Maraton nebyl pořádán      | Maraton nebyl pořádán | Maraton nebyl pořádán        | Maraton nebyl pořádán        |
| 6      | 1986 | Sergej Krestjaninov (URS)  | 2:14:19               | Elena Murgoci (ROM)          | 2:37:11                      |
| 5      | 1985 | Choe Il-sop (PRK)          | 2:13:25               | Tatjana Bultotová (URS)      | 2:35:36                      |
| 4      | 1984 | Dmitrij Feostikov (URS)    | 2:14:36               | Nadežda Tiškovová (URS)      | 2:40:34                      |
| 3      | 1983 | Neznámí                    | Neznámí               | Yu Song-hui (PRK)            | 2:37:14                      |
| 2      | 1982 | Lee Jong-hyong (PRK)       | 2:15:17               | Ženský maraton nebyl pořádán | Ženský maraton nebyl pořádán |
| 1      | 1981 | Neznámí                    | 2:17:18               | Ženský maraton nebyl pořádán | Ženský maraton nebyl pořádán |